# Остромицька сільська рада
Остромицька сільська́ ра́да (біл. Астроміцкі сельсавет) — адміністративно-територіальна одиниця у складі Кобринського району Берестейської області Білорусі. Адміністративний центр — село Остромичі.

## Склад
Населені пункти, що підпорядковувалися сільській раді станом на 2009 рік:
| Населений пункт | Тип  | Населення, осіб (2009) |
| --------------- | ---- | ---------------------- |
| Березно         | село | 148                    |
| Великі Прилуки  | село | 33                     |
| Борки           | село | 41                     |
| Жуховці         | село | 232                    |
| Запруди         | село | 204                    |
| Зосино          | село | 105                    |
| Ілоськ          | село | 81                     |
| Колонія         | село | 53                     |
| Колубелі        | село | 21                     |
| Лука            | село | 637                    |
| Лущики          | село | 107                    |
| Муховлоки       | село | 35                     |
| Новосілки       | село | 21                     |
| Осовці          | село | 48                     |
| Остромичі       | село | 886                    |
| Плянта          | село | 219                    |
| Подбер'я        | село | 55                     |
| Смолярня        | село | 25                     |
| Темра Стара     | село | 27                     |
| Шеметовка       | село | 248                    |

## Населення
За переписом населення Білорусі 2009 року чисельність населення сільської ради становила 3226 осіб.

### Національність
Розподіл населення за рідною національністю за даними перепису 2009 року:
| Національність               | Осіб | Відсоток |
| ---------------------------- | ---- | -------- |
| білоруси                     | 2845 | 88,19 %  |
| українці                     | 189  | 5,86 %   |
| росіяни                      | 143  | 4,43 %   |
| поляки                       | 17   | 0,53 %   |
| німці                        | 6    | 0,19 %   |
| таджики                      | 6    | 0,19 %   |
| молдовани                    | 4    | 0,12 %   |
| національність не вказана    | 3    | 0,09 %   |
| латиші                       | 2    | 0,06 %   |
| мордва                       | 2    | 0,06 %   |
| калмики                      | 2    | 0,06 %   |
| дві та більше національності | 2    | 0,06 %   |
| татари                       | 1    | 0,03 %   |
| цигани                       | 1    | 0,03 %   |
| литовці                      | 1    | 0,03 %   |
| грузини                      | 1    | 0,03 %   |
| чехи                         | 1    | 0,03 %   |
| Разом                        | 3226 | 100 %    |